# Homoeomma uruguayense
Homoeomma uruguayense là một loài nhện trong họ Theraphosidae.
Loài này thuộc chi Homoeomma. Homoeomma uruguayense được Cândido Firmino de Mello-Leitão miêu tả năm 1946.